# 森姆·迪加拿
森姆·迪加拿（1991年6月21日—）為馬耳他男子籃球運動員，司職中鋒，現效力於東亞超級聯賽澳門黑熊。迪加拿是目前世界上第四高的籃球員，擁有意大利及馬耳他雙重國籍。

## 職業生涯
迪加拿生於馬耳他皮塔，在16歲已經和意大利特雷維索簽下9年長約，開始其職業球員生涯，在2015年時被NBA發展聯盟伊利海鷹於第6輪選中，他在2017年加盟馬來西亞霹靂富農化工，並在武吉甘密精英賽決賽中狂轟52分及搶下26球籃板。
在2018年，迪加拿以外援身份與東南亞職業籃球聯賽莫諾吸血鬼簽約，結果莫諾吸血鬼以2比3不敵菲律賓火焰，屈居亞軍。
2018年9月15日，東方龍獅宣布迪加拿加盟。
2019年3月，東方宣布解除迪加拿在東南亞職業籃球聯賽的註冊，新外援名單由艾利諾、傷癒復出的巴錫和新加盟的中鋒荷利菲特組成。3月2日，富邦勇士宣佈由迪加拿頂替離隊的麥斯·艾素。
2020年10月9日，B3聯賽東京卓越宣布簽下迪加拿。
2021年10月1日，迪加拿加盟P. LEAGUE+臺北富邦勇士，中文登錄名為「德古拉」。
2022年3月21日，臺北富邦勇士宣布迪加拿離隊，同天T1聯盟台灣啤酒英熊宣布迪加拿加盟。8月9日，迪加拿加盟T1聯盟臺南台鋼獵鷹。
2023年1月迪加拿繳出場均22.3分、17.0籃板、1.3助攻的表現，在2023年1月20日獲選T1聯盟2022-23賽季1月最佳外援。2023年6月迪加拿加入全国男子篮球联赛香港金牛。9月8日，臺南台鋼獵鷹宣布與迪加拿完成續約。
2024年1月27日，臺南台鋼獵鷹宣布與迪加拿達成離隊協議，2023-24賽季出賽11場比賽留下場均13.5分、9.7籃板的表現。4月15日，亞洲巡迴賽（The Asian Tournament）臺灣野馬宣布引進迪加拿。9月11日，東亞超級聯賽澳門黑熊宣布引進迪加拿。

## 國家隊生涯
迪加拿自14歲開始已經是馬耳他國家男子籃球隊的成員，並且是國家隊中身高最高的球員，他在2009年的FIBA歐洲18歲以下青少年錦標賽C組，場均錄到27.2分和23.8個籃板，協助國家隊奪得錦標賽冠軍，其後他還參與2010年，2012年和2014年的歐洲微型國家籃球錦標賽，協助馬耳他國家隊兩度獲得銀牌和銅牌。

## 個人生活
迪加拿出生時體重已達5500公克，自述國小至國中階段是學校最高人物，最初接觸的運動項目是馬爾他當地最流行的足球運動，曾擔綱守門員，但因為橫向撲救能力有限，在體育老師建議下改打籃球。
迪加拿從職業初期就被稱為「BIG SAM」，他穿著美國22號（41厘米）鞋子（尺碼58 EU），他懂得多種語言，能夠流利地說意大利語，英語和馬耳他語，由於他的生日是6月21日，因此他對21號球衣背號情有獨鐘。

## 生涯數據

### T1聯盟
例行賽
| 賽季    | 球隊         | GP | MPG   | 2P%  | 3P% | FT%  | RPG  | APG | SPG | BPG | PPG  |
| ------- | ------------ | -- | ----- | ---- | --- | ---- | ---- | --- | --- | --- | ---- |
| 2021–22 | 台灣啤酒英熊 | 6  | 31:59 | 75.8 | 0   | 79.2 | 14.7 | 1.3 | 0.7 | 0.8 | 23   |
| 2022–23 | 臺南台鋼獵鷹 | 26 | 31:06 | 70   | 0   | 78.9 | 11.6 | 1.2 | 0.5 | 0.7 | 20.4 |
| 2023–24 | 臺南台鋼獵鷹 | 11 | 26:44 | 70   | 0   | 75.5 | 9.7  | 0.6 | 0.5 | 1.7 | 13.5 |

季後挑戰賽
| 賽季 | 球隊         | GP | MPG   | 2P%  | 3P% | FT%  | RPG | APG | SPG | BPG | PPG |
| ---- | ------------ | -- | ----- | ---- | --- | ---- | --- | --- | --- | --- | --- |
| 2022 | 台灣啤酒英熊 | 1  | 19:44 | 85.7 | 0   | 66.7 | 10  | 1   | 0   | 0   | 14  |

季後賽
| 賽季 | 球隊         | GP | MPG   | 2P%  | 3P% | FT%  | RPG | APG | SPG | BPG | PPG  |
| ---- | ------------ | -- | ----- | ---- | --- | ---- | --- | --- | --- | --- | ---- |
| 2022 | 台灣啤酒英熊 | 2  | 18:42 | 50   | 0   | 50   | 9   | 0.5 | 0.5 | 0   | 8    |
| 2023 | 臺南台鋼獵鷹 | 5  | 25:01 | 72.9 | 0   | 63.6 | 11  | 2.2 | 0.2 | 0.8 | 16.8 |

總冠軍賽
| 賽季 | 球隊         | GP | MPG   | 2P%  | 3P% | FT%  | RPG  | APG | SPG | BPG | PPG  |
| ---- | ------------ | -- | ----- | ---- | --- | ---- | ---- | --- | --- | --- | ---- |
| 2023 | 臺南台鋼獵鷹 | 3  | 29:46 | 66.7 | 0   | 78.6 | 11.7 | 1.3 | 0.7 | 0   | 18.3 |

## 外部連結
- 森姆·迪加拿的Instagram帳戶
- 森姆·迪古拿在fiba.basketball（英语）
- 森姆·迪古拿在fiba.basketball（英语）
- 森姆·迪古拿在archive.fiba.com（存檔）（英语）
- 森姆·迪古拿在NBA G聯盟官網（英语）
- 森姆·迪古拿在意大利篮球甲级联赛官網（意大利语）
- 森姆·迪古拿在B.LEAGUE官網（日语）
- 森姆·迪古拿在P. LEAGUE+官網
- 森姆·迪古拿在Eurobasket.com（球員）（英语）
- 森姆·迪古拿在Proballers（英语）
- 森姆·迪古拿在RealGM（球員）（英语）
- 森姆·迪古拿在Flashscore（英语）
- 森姆·迪古拿在Global Sports Archive（英语）
- Samuel Deguara （页面存档备份，存于）